# Луцак Володимир Павлович
Володимир Павлович Луцак (нар. 1 листопада 1928, с. Заїзд, Прилуцький район, Чернігівська область, УРСР) — український скульптор, автор низки скульптурних портретів видатних українців. Член Національної спілки художників України (1967). Мешкає та працює в Києві. 

## З життя і творчості
Володимир Павлович Луцак народився 1 листопада 1928 року в селі Заїзді Прилуцького району Чернігівської області. 
У 1956 році закінчив Київський державний художній інститут.
Від 1967 року — член Національної спілки художників України.
Основні твори: скульптурні портрети Григорія Сковороди (1986), Івана Мазепи (1996), Петра Конашевича-Сагайдачного (1997), Патріарха УПЦ КП Філарета (1998), Євгена Коновальця (2001), Миколи Плав'юка (2002); меморіальні дошки діячам української культури. 
У 2008 році у виставковій залі ім. Веніаміна Кушніра факультету соціології і права Національного технічного університету України «Київський політехнічний інститут» відбулася виставка фотографій скульптурних творів Володимира Павловича Луцака, присвячена 80-річному ювілею митця і 55-річчю його творчої діяльності. 
В. П. Луцак — Почесний громадянин міста Ічні Чернігівської області, де встановлено відразу п'ять скульптур митця: пам'ятники Тарасу Шевченку, поету Василю Чумаку, скульптору Івану Мартосу, паркова скульптура «Гостинна Україна» та величний пам'ятник загиблим воїнам (останній у співавторстві з І. Гончарем), у місті Переяславі на Київщині Володимиром Луцаком зведений пам'ятник філософу Григорію Сковороді. Скульптор багато років творчої праці присвятив увічненню пам'яті видатних військових діячів — серед них пам'ятник адміралу російського флота Василю Степановичу Завойку, встановлений на його батьківщині в селі Велика Мечеть Миколаївської області. До 225-ліття заснування Севастополя (2008) Володимир Луцак створив для міста бронзовий пам'ятник гетьману України Конашевичу-Сагайдачному. Також Володимир Павлович Луцак є автором декількох пам'ятників воїнам, загиблим у роки другої світової війни, а також бюстів героїв війни. 
Серед учнів – Б. Бистров, Л. Кулябко-Корецька, В. Прядка.

## Зображення

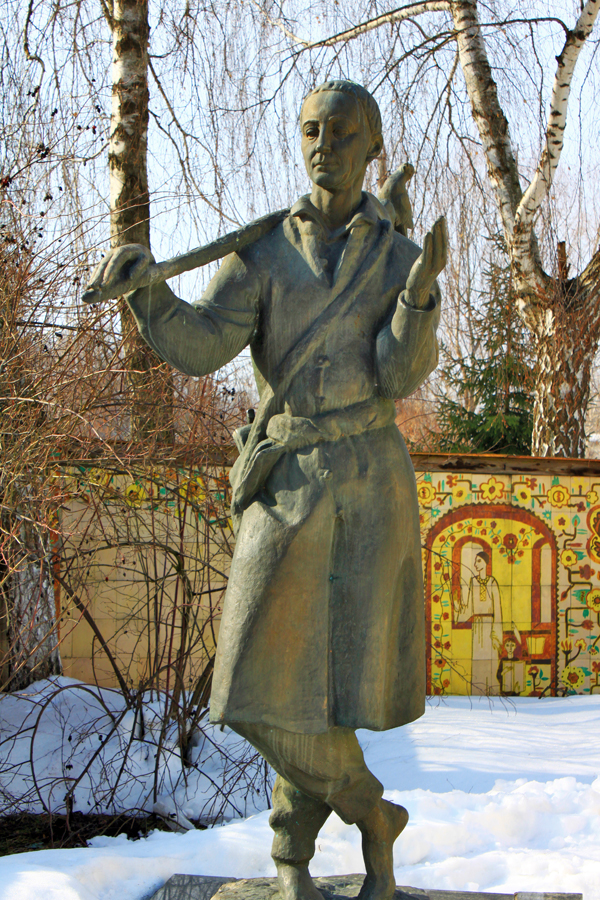
Скульптура Григорія Сковороди на території Меморіального музею Григорія Сковороди в Переяславі